# Antoine Rostand
Pour les articles homonymes, voir Rostand.
Antoine Rostand est un ingénieur et chef d'entreprise français, président de Kayrros.
Il est diplômé de l'École polytechnique et titulaire d'un MBA de l'Institut européen d'administration des affaires.

## Carrière

### Dans l'industrie du pétrole et du gaz
Antoine Rostand a commencé sa carrière chez Schlumberger en 1986 en tant qu'ingénieur des services filaires. Il a acquis des connaissances techniques sur le terrain pendant 2 ans dans des pays d'Afrique en plein développement de leur potentiel de production d'hydrocarbure, notamment en Libye, en Algérie et au Gabon.

### Dans les cabinets de conseil
Il entre en 1990 dans le cabinet de consultant suisse ICME où il accompagne des entreprises comme Total, Alcatel, France Télécom ou l'assureur CNP dans leur intégration post-fusion. Antoine Rostand intègre ensuite le cabinet de consultants A.T. Kearney en 1996, à l'époque propriété de EDS, où il est devenu Partner. Accompagnant la stratégie des entreprises dans une période de forte informatisation, il conseille la maison-mère EDS au point de prendre la direction de la filiale française.

### Dans l'industrie technologique
De 1999 à 2002, Antoine Rostand est directeur général de EDS (Electronic Data Systems) en France, aujourd'hui connu sous le nom de HP Enterprise Services. Parmi ses missions, l'accompagnement du développement d'Internet et du marché de la téléphonie mobile en France, le  passage à l'an 2000 et les rachats stratégiques comme Answare, filiale services informatiques du groupe Alcatel.

### Retours dans l'industrie du pétrole et du gaz ainsi que du conseil
Antoine Rostand retourne chez Schlumberger en 2002, notamment pour organiser l'activité de conseil naissante à la suite du rachat de Sema. À partir d'équipes pluridisciplinaires disposant à la fois de compétences techniques et de conseil en management, il crée Schlumberger Business Consulting en 2004.
En 2016, il retrouve le cabinet de conseil en stratégie A.T. Kearney en tant que Senior Advisor et membre du board mondial de la practice Energy & Process Industries (EPI). Il est notamment chargé des problématiques de transformation des entreprises du secteur énergétique, et plus particulièrement Oil&Gas.
Il est une figure de premier plan dans les domaines du pétrole et du gaz et de l'exécution des stratégies de fusion & acquisition d'offres des 20 dernières années. Il est membre actif de la communauté de l'huile et gaz.

### La transition écologique
En 2016, il fonde la Start Up Kayrros dont l'objectif est de développer des solutions pour le suivi des ressources énergétiques et des risques climatiques en s’appuyant sur des données publiques, des images satellites ou des informations recueillies sur les réseaux sociaux pour en dégager des mesures précises.

## Engagement
Ancien membre de think tanks comme l'Institute for Strategic Dialogue ou l'Institut Montaigne, Antoine Rostand partage régulièrement ses connaissances et opinions sur le secteur du gaz et du pétrole. Il a fondé en 2011 le SBC Energy Institute (SBC-EI), une organisation à but non lucratif installée aux Pays-Bas qui fournit une information régulière sur les technologies et les données économiques du secteur de l'énergie. Parmi les membres du conseil du SBC-EI figurent Claude Mandil, ancien président du conseil de direction de l'Agence internationale de l'énergie et ancien Président de l’Institut français du pétrole ainsi que l'ancien Secrétaire Général de l'OPEP Adnan Shihab Eldin.

## Pour approfondir